# 아피톡신
아피톡신(Apitoxin) 또는 봉독(蜂毒)은 단백질을 포함하는 쓴맛이 나는 무색의 세포독성 액체이다. 국소염증을 유발할 수 있다. 쏘는 대형 해파리의 독소와 여러 유사성이 있다.

## 성분
주 성분은 멜리틴이며 봉독 내 펩타이드 및 단백질의 40~75%를 차지한다. Phospholipase A2는 약 10%를 차지하며, 면역세포들의 활동 억제와 연관성이 있고, 알러지를 유발할 수 있는 물질이다.  국내에는 아피메즈(주)가 개발한 천연물 신약 1호 아피톡신주가 있다. 아돌라핀은 이 펩타이드의 2~5%에 기여한다.

## 연구
아피톡신은 암 등 잠재적인 생물학적 영향에 대한 예비 연구가 진행 중이다.

## 같이 보기
- 양봉
- 꿀벌